# Otomiové

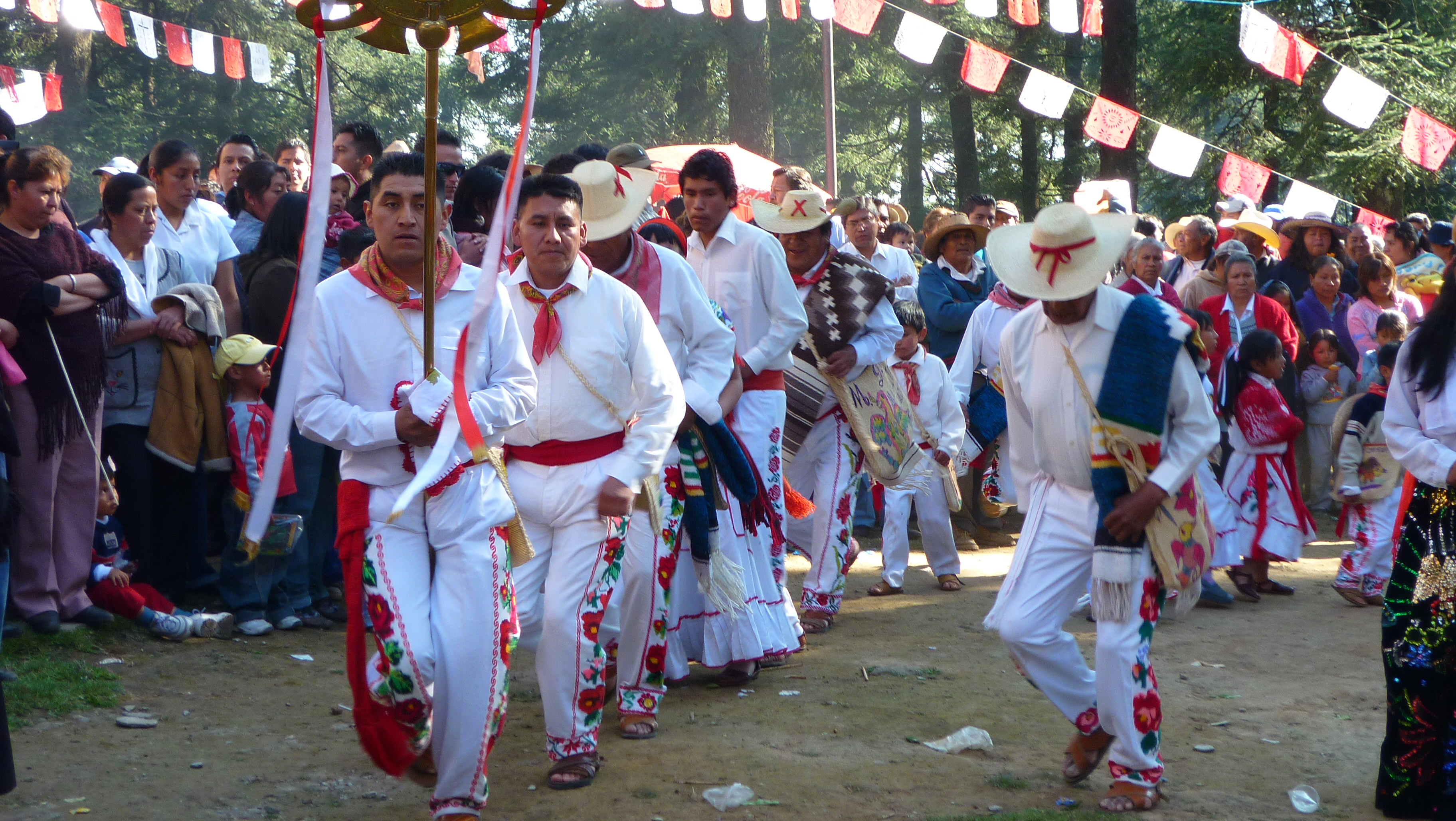
Otomijští tanečníci předvádějící tradiční Danza de los Arrieros

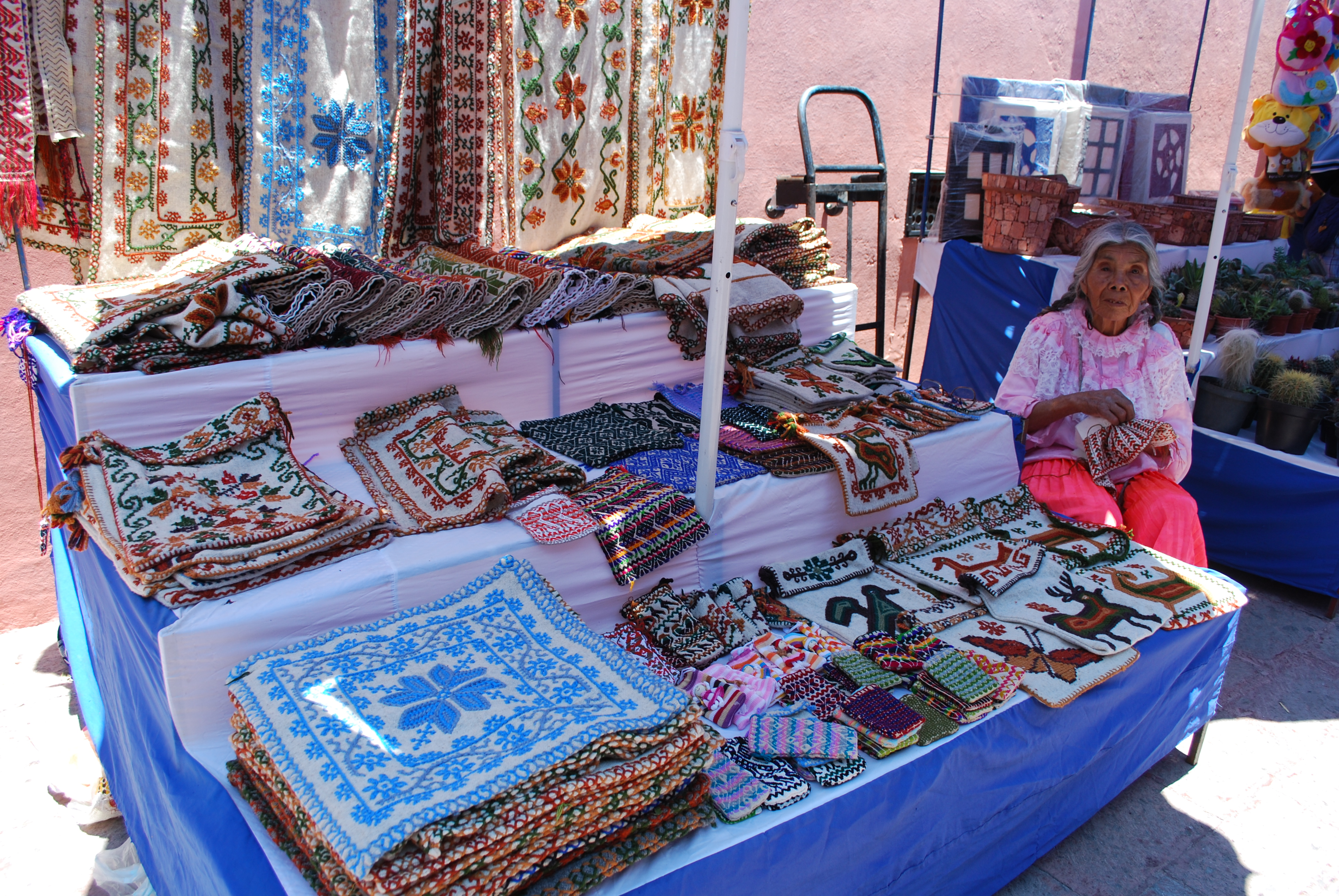
Otomijská žena prodávající tradiční výšivky

Otomiové nebo jen Otomi je etnická skupina domorodých indiánů v Mexiku. Obývají horské oblasti států Guanajuato, Hidalgo a Querétaro. V současné době je jich přibližně 300 000. Jedná se o starobylé indiánské etnikum, které se od počátku středověku podílelo na rozvoji kultur Toltéků či Aztéků. Dnes Otomiové představují většinou podhorské zemědělské obyvatelstvo.

## Název
Jméno Otomi pochází z nahuatlského slova otomitl, které pravděpodobně vzniklo ze staršího slova totomitl (česky: střelec ptáků). Otomiové se sami označují jako Hñähñú, Hñähño, Hñotho, Hñähü, Hñätho, Yųhų, Yųhmų, Ñųhų, Ñǫthǫ nebo Ñañhų. Záleží, kterým dialektem mluví.